# Comitatul Wells, Dakota de Nord
Comitatul Wells, conform originalului din limba engleză, Wells County, este unul din cele 53 de comitate ale statului american Dakota de Nord. Conform Census 2000 populația totală era de 5.102 de locuitori. Sediul comitatului este orașul Fessenden GR6.  Centrul populației statului North Dakota se găsește în Comitatul Wells, în localitatea Cathay .

## Demografie
|  | Graficele sunt indisponibile din cauza unor probleme tehnice. Mai multe informații se găsesc la Phabricator și la wiki-ul MediaWiki. |

Date: Wikidata - grafică realizată de Wikipedia